# Dětřichov (Liberec)
Dětřichov è un comune della Repubblica Ceca facente parte del distretto di Liberec, nella regione omonima.